# Dressed For Success
Dressed for Success es una canción escrita por Per Gessle, publicada en Look Sharp!, segundo disco de estudio del dúo sueco Roxette.
Originalmente Dressed for Success fue el primer sencillo para promover el álbum, en Suecia. Fue publicado  el 28 de junio de 1988. Posterior a la inesperada fama en Norteamérica del disco Look Sharp! la canción fue publicada como el segundo sencillo de manera internacional el 10 de enero de 1989. 
La grabación de la canción estuvo marcada por una disputa entre los miembros de la banda pero esto aparentemente contribuyó a dar fuerza a la interpretación de Marie:

Yo estaba tan molesta cuando la hice.  Todo en esa sesión salió mal, discutimos sobre los arreglos, cambiamos la clave, yo estaba harta de la canción cuando entré a hacer una guía vocal.  La hice en una ráfaga y de repente me di cuenta, “hmm… esta es”.".
—Marie Fredriksson, Don't Bore Us, Get to the Chorus! liner notes.

## Lista de canciones
- 7"
- Lado A

1. «Dressed for Success»

- Lado B

1. «The Voice»

- 12"
- Lado A

1. «Dressed for Success» (The Look Sharp! mix)

- Lado B

1. «Dressed for Success» (instrumental)
2. «Dressed for Success» (7" versión)
3. «The Voice»

- CDM

1. «Dressed for Success»
2. «Dressed for Success» (The Look Sharp! mix)
3. «The Voice»

- CD

1. «Dressed for Success» (versión sencillo)
2. «The Look» (Big Red Mix)
3. «Dressed for Success» (New Radio mix)
4. «The Voice»

## Posicionamiento
"Dressed for Success" fue Top 10 en Australia en septiembre del 89.  El tema entró a la lista de sencillos del Reino Unido en julio de 1989 y alcanzó el 18 en noviembre de 1990. Mientras que en USA la canción ingreso al Billboard Hot 100 el 27 de mayo de 1989 llegando al #14 el 29 de julio de 1989.
| Listas (1989)      | Posición |
| ------------------ | -------- |
| Australia          | 3        |
| Austria            | 6        |
| Estados Unidos     | 14       |
| Nueva Zelanda      | 36       |
| Reino Unido (1990) | 14       |
| Suecia (1988)      | 2        |
| Suiza              | 4        |

## Créditos[13]
- Per Gessle - Compositor
- Marie Fredriksson - Voz
- Clarence Öfwerman - Producción y arreglos
- Acke Herrlin - Ingeniero
- Alar Suurna - Ingeniero
- Mark Maguire - Remix
- Chris Lord-Alge - Remix de la canción "The Voice"